# Ла-Шапель-Тайфер
Ла-Шапе́ль-Тайфе́р (фр. La Chapelle-Taillefert, окс. La Chapela Talhafer) — коммуна во Франции, находится в регионе Лимузен. Департамент коммуны — Крёз. Входит в состав кантона Гере-Юго-Западный. Округ коммуны — Гере.
Код INSEE коммуны — 23052.

## Население
Население коммуны на 2010 год составляло 379 человек.
| 1962 | 1968 | 1975 | 1982 | 1990 | 1999 | 2010 |
| ---- | ---- | ---- | ---- | ---- | ---- | ---- |
| 350  | 319  | 261  | 257  | 310  | 353  | 379  |

## Экономика
В 2010 году среди 206 человек трудоспособного возраста (15—64 лет) 152 были экономически активными, 54 — неактивными (показатель активности — 73,8 %, в 1999 году было 68,5 %). Из 152 активных жителей работали 145 человек (74 мужчины и 71 женщина), безработных было 7 (4 мужчины и 3 женщины). Среди 54 неактивных 14 человек были учениками или студентами, 33 — пенсионерами, 7 были неактивными по другим причинам.

## Персоналии
- Пьер де Ла-Шапе́ль-Тайфе́р — французский прелат. Родился в Ла-Шапеле.
- Викто́р Лану́ — французский актёр. Жил в Ла-Шапеле.